# 铁西区 (奉天市)
铁西区是满洲国奉天市的一个区。

## 背景
日本在奉天市的经营始于日俄战争后。日本在战胜后获得了东清铁路南段的权益，命名为南满洲铁道，成立了南满洲铁道株式会社（简称“满铁”）管理铁道及附属地。1908年，满铁制定了第一期奉天附属地规划，附属地主体在铁道西侧，但东侧也有少许部分。此后奉天满铁附属地的市街建设集中于铁道东侧。1916年，日本法人南满洲制糖株式会社成立，1917年在奉天满铁附属地铁道西侧的南端设立了工厂。:1274
1915年时日中签订了《关于南满洲及东部内蒙古之条约》，据此日本获得了在满洲地区租借商业用地的权利。1918年末，满铁将满铁附属地外的西侧土地规划为“将来工业用地”。1919年5月，满蒙毛织株式会社在此区域北部近邻铁道处租用了60512.4坪（約200040.99平方）土地，7月又追加租用了21438坪（約70869.42平方）土地，以建设工厂。次年又获准建设通往工厂的道路，并修建了搬运建材用的铁道。然而，随着1919年五四运动的兴起，日本在中国的土地商租权难以实行，此后铁道西侧的工业建设停滞。:1274
1931年九一八事变爆发，次年满洲国成立。日本关东军和满铁为了确定奉天市的规划，在1932年7月起召开了4次“奉天都市计划联合打合会”，历时一年，由满洲国民政部、奉天省政府、奉天市政府和满铁参加。关于工业用地，仅得到“预留工业用地是当下奉天的要事之一”的结论。1933年7月发布的《关于奉天都市计划的要纲案》（奉天都市計画に関する要綱案）中，指定了3处工业地区，为满铁车站西侧的约14平方公里、兵工厂及其南侧的约9平方公里、预备工业地10平方公里（相当于沈海工业区）。后两者原为奉系军阀所有，当时在关东军控制之下，但满铁车站以西的土地则仍需购买。满铁在购买土地时关于收购价格难以达成协议，进展不佳，也有的土地所有者抵制此项收购活动。例如臧式毅曾表示不应欺压土地所有者，而满铁试图借大陆浪人薄益三之名义购买铁路西侧的回民墓地时，遭遇了强烈的反对。:1274,1275

## 经营

### 准备
1932年11月，满铁经济调查会在《关于奉天工业地域设置经营的研究》（奉天工業地域設置経営ニ関スル研究）中提出了4个方案：1、将铁道西侧工业区域直属于满铁附属地；2、满铁、薄、片仓共同出资建立公司经营该区域；3、以满铁所购置的土地为基础发展工业，薄、片仓所有之土地作为备用土地；4、以满洲国政府作为主体，购买或租赁满铁、薄、片仓所有之土地。满铁权衡利弊，认为以满洲国政府为主导的方案4最适合。:1275
1932年12月4日，关东军特务部制定了《关于奉天工业地域设定经营的要纲案》（奉天工業地域設定並に経営に関する要綱案），12月6日，关东军、满铁和满洲国政府召开“奉天工业地域设置并经营研究会”，关于收购土地、建设工业区一事，各方达成一致，但关于具体操作方式，满铁主张新设立的公司应由满洲国政府出资或满洲国与满铁合资，而满洲国政府主张新设立的公司应由满铁出资、管理。:1275

### 奉天工业土地股份有限公司
奉天工业土地股份有限公司成立于1935年3月，由满洲国政府和满铁共同出资，资本金350万元，从事铁西工业区的开发。1937年，满铁将所有股份转让给满洲国政府，铁西区的经营权随之转交给奉天市公署。

## 工厂
1937年时铁西区主要的工厂以其所有者的资本金排序如下。:110
| 公司名称                        | 注册国家 | 资本金（万元） |
| ------------------------------- | -------- | -------------- |
| 满洲电信电话                    | 满洲国   | 5,000          |
| 明治製菓（→满洲明治制菓，1939） | 日本     | 600            |
| 大林组（→满洲大林组，1940）     | 日本     | 500            |
| 嘉纳酒造                        | 满洲国   | 500            |
| 立邦塗料                        | 日本     | 500            |
| 本嘉纳商店                      | 日本     | 500            |
| 中山钢业所                      | 日本     | 300            |
| 满洲机器                        | 满洲国   | 300            |
| 昌和洋行                        | 满洲国   | 250            |
| 满洲制麻                        | 日本     | 250            |
| 满洲麦酒                        | 满洲国   | 250            |
| 亚细亚麦酒                      | 满洲国   | 200            |
| 秋田商会木材                    | 日本     | 100            |
| 大同制药工业                    | 满洲国   | 100            |
| 江崎利一                        |          | 100            |
| 大矢组                          |          | 100            |
| 日满钢材工业                    | 满洲国   | 100            |
| 野田酱油                        | 满洲国   | 100            |
| 满洲皮革                        | 满洲国   | 100            |
| 无限制材                        |          | 100            |

根据1940年的资料，当时铁西区有金属工业工厂32家、机械器具工厂65家、化工工厂6家、食品工业工厂65家、纤维工业工厂15家、酿造业工厂9家、玻璃工厂6家、窑业工厂33家、木材工厂12家、电气工业工厂4家、其他工厂14家。:51

## 关联条目
- 奉天满铁附属地
- 奉天商埠地